# میکی نیوباری
میکی نیوباری (انگلیسی: Mickey Newbury؛ ۱۹ مهٔ ۱۹۴۰ – ۲۹ سپتامبر ۲۰۰۲) یک موسیقی‌دان اهل ایالات متحده آمریکا بود. وی بین سال‌های ۱۹۶۸ تا ۲۰۰۲ میلادی فعالیت می‌کرد.